# 마야 히르슈
마야 히르슈(Maja Hirsch, 1977년 ~ )는 폴란드의 배우이다.